# بيت ديباولو
بيت ديباولو (بالإنجليزية: Pete DePaolo)‏ مواليد 15 أغسطس 1898 في فيلادلفيا، كان سائق فورملا 1 هندي سابق.

## روابط خارجية
- بيت ديباولو على موقع Racing-Reference.info (الإنجليزية)
- بيت ديباولو على موقع DriverDB.com (الإنجليزية)